# Hôpital Renée-Sabran
L'hôpital Renée Sabran est un établissement de santé faisant partie des Hospices civils de Lyon.

## Histoire
Situé à Hyères sur la presqu'île de Giens, l’hôpital Renée-Sabran est construit de 1889 à 1892, sur un terrain de 30 hectares, acheté par Hermann Sabran et donné aux Hospices Civils de Lyon en 1888 quand sa fille Renée est décédée. Il a initialement une fonction de sanatorium, qu'il perdra progressivement avec le recul de la tuberculose.
La création du sanatorium s'inscrit dans le contexte de la découverte de l'efficacité des traitements en milieu marin pour soigner la tuberculose, à la fin du XIXe siècle. 

### Du sanatorium à l'hôpital
Le service médical du sanatorium est initialement confié au docteur Vidal,, qui gère aussi à partir de 1895 le sanatorium Alice-Fagniez à Hyères, fondé par l'académicien Gustave Fagniez.   
L'établissement comporte alors trois pavillons d’hospitalisation (bâtiments Kermès, de gériatrie et administratif). 
L’ouverture en 1931 du pavillon Cadgène et en 1936 du pavillon du Rhône porte sa capacité à plus de 600 places. La construction du pavillon Coty (de 1955 à 1958) permet l’ouverture de 161 lits supplémentaires.
Dépendent aussi administrativement de l’hôpital : la fondation Rouyer-Warnier à La Croix-Valmer et un patrimoine immobilier (maisons situées dans l’enceinte de l’hôpital et à l’extérieur) destiné aux logements du personnel en activité.

## Description
Pour assurer le traitement des malades, l’établissement dispose d’un plateau technique de qualité comportant un service de radiologie, un laboratoire de biologie ainsi qu’une pharmacie.
En 2019, l'hôpital Renée-Sabran compte 246 lits, dont 31 en médecine, 52 en chirurgie et 163 en moyen séjour.
Le bâtiment René-Coty (service de mucoviscidose) ferme en janvier 2008, le service étant alors intégralement transféré au pavillon du Cadgène.
L'hôpital est organisé ainsi :
- pavillon Administration (direction, structure informatique, direction du personnel),
- pavillon Rhône (radiologie, bloc opératoire, réadaptation cardiaque),
- pavillon Kermes (réadaptation fonctionnelle),
- pavillon Cadgène (mucoviscidose et réadaptation respiratoire),
- pavillon Freesias (gériatrie court et long séjour).